# Colúbrids
Els colúbrids (Colubridae) són una família de serps no verinoses denominades popularment colobres, per diferenciar-les dels escurçons, que sí que ho són.
És una ampla agrupació de serps que inclou força més de la meitat de totes les espècies de serp que hi ha a la Terra. Els colúbrids no són verinosos (o bé el seu verí no és perillós per als éssers humans, excepte la mossegada del Dyspholidus typus) i normalment són inofensius, tot i que alguns poden fer fortes mossegades. Posseeixen grans plaques al cap. L'ull és de pupil·la rodona i té contacte amb les escates labials. La cua és relativament llarga. El musell és arrodonit. Tenen costums molt diversos, i se solen alimentar de petits mamífers, amfibis o rèptils.

## Espècies ibèriques
A la península Ibèrica hi ha unes 10 espècies, que viuen generalment en els llocs àrids:
- Colobra verda i groga (Coluber viridiflavus)
- Colobra de ferradura (Coluber hippocrepis)
- Colobra d'Esculapi (Elaphe longissima)
- Colobra escalonada (Elaphe scalaris)
- Colobra llisa (Coronella austriaca)
- Colobra bordelesa (Coronella girondica)
- Colobra de collar (Natrix natrix)
- Colobra escurçonera (Natrix maura)
- Colobra de caputxó (Macroprotodon cucullatus)
- Colobra de Montpeller (Malpolon monspessulanus)

## Gèneres
- Ahaetulla
- Arizona
- Bogertophis

- Cemophora
- Chilomeniscus
- Chironius
- Coelognathus
- Coluber
- Coronella
- Crotaphopeltis
- Cyclophiops
- Dasypeltis
- Dendrelaphis
- Drymarchon
- Eirenis
- Elaphe
- Euprepiophis
- Gastropyxis
- Gonyosoma
- Hapsidophrys
- Hierophis
- Lampropeltis
- Lycodon
- Lytorhynchus
- Masticophis
- Mastigodryas
- Oligodon
- Oocatochus
- Opheodrys
- Oreophis
- Orthriophis
- Oxybelis
- Pantherophis
- Philothamnus
- Phyllorhynchus
- Prosymna
- Pseudelaphe
- Ptyas
- Rhinechis
- Rhinobothryum
- Rhinocheilus
- Rhynchophis
- Salvadora
- Senticolis
- Sonora
- Spilotes
- Stilosoma

- Thelotornis
- Thrasops
- Toxicodryas
- Zamenis